# 11 km (obwód smoleński)
11 km (ros. 11 км) – przystanek kolejowy pomiędzy miejscowościami Michanowo i Gorodok, w rejonie wiaziemskim, w obwodzie smoleńskim, w Rosji. Położony jest na linii Wiaźma – Kaługa.